# 부각하
부각하는 한국에서 제작된 최인현 감독의 1969년 영화이다. 강신성일 등이 주연으로 출연하였고 한갑진 등이 제작에 참여하였다.

## 출연

### 주연
- 강신성일
- 남정임

### 조연
- 최남현
- 한은진
- 허장강
- 이대엽
- 도금봉
- 김희준
- 장훈
- 최삼
- 김웅

## 제작진
- 원작자: 이두형
- 조명: 고해진
- 음향효과: 최형래
- 미술: 노인택